# Sierra Mazateca
La Sierra Mazateca o Sierra de Huautla es una formación montañosa que forma parte de la Sierra Madre de Oaxaca, ubicada al norte del estado mexicano de Oaxaca. En esta sierra se pueden encontrar elevaciones como el Cerro de Los Frailes o como la Cumbre de Ixcatlán, que miden -respectivamente- 2750 y 2680 metros sobre el nivel del mar. En esta región altamente montañosa se encuentra gran diversidad de ecosistemas. Hay matorrales y selvas secas a altitudes de 1000 m. Alrededor de los 2000 m se ubican encinares secos de poca altura. Por arriba de estos bosques, se encuentran encinos que viven en condiciones de alta humedad con gran variedad de epífitas. En el interior del bosque son comunes las plantas epífitas, musgos, líquenes, bromelias, orquídeas y los singulares helechos arborescentes.
Por debajo de los 1000 m de altitud en la vertiente oriental se ubican las junglas y selvas húmedas. Los árboles llegan a medir más de 60 metros de altura y mantienen toda una comunidad de otras plantas encima de ellos incluyendo bejucos, trepadoras, bromelias y orquídeas. La fauna de la región es extremadamente diversa debido a la gran variedad de hábitats. Se encuentran desde especies tropicales como el tapir, venado temazate, jaguar, monos, varias especies de pericos y tucanes, hasta especies de zonas templadas como el puma, venado cola blanca, nutria de río, y algunas aves endémicas como la urraca enana, entre otras.
Los escurrimientos de estas montañas tanto por el oriente como por el occidente forman uno de los ríos más importantes del país: el  Papaloapan.
La sierra está poblada principalmente por indígenas Mazatecos.

## Reserva de la biosfera de Huautla
La Reserva de la Biosfera de Huautla, declarada así en 1999, posee una superficie total de 59,030 hectáreas, lo que la convierte en una de las áreas protegidas más extensas del país, además de ser la única ubicada en la Cuenca del Río Balsas. En Morelos se localiza principalmente en parte de los municipios de Tepalcingo, Tlaquiltenango, Puente de Ixtla, Jojutla, Ayala y en la Sierra Madre de Oaxaca. Su vegetación predominante es la selva baja caducifolia y es una de las áreas más importantes en cuanto a la riqueza y el número de especies florísticas y faunísticas endémicas de México. Entre las especies animales más notables se encuentra el tlacuachín (único marsupial endémico del país).
NOTA: La Reserva de la Biosfera Sierra de Huautla se encuentra en otra región de la Sierra Madre del Sur, no corresponde a la Sierra Mazateca a la que hace referencia la entrada.
- Datos: Q1313342